# Hemmen
Pour les articles homonymes, voir Hemmen.

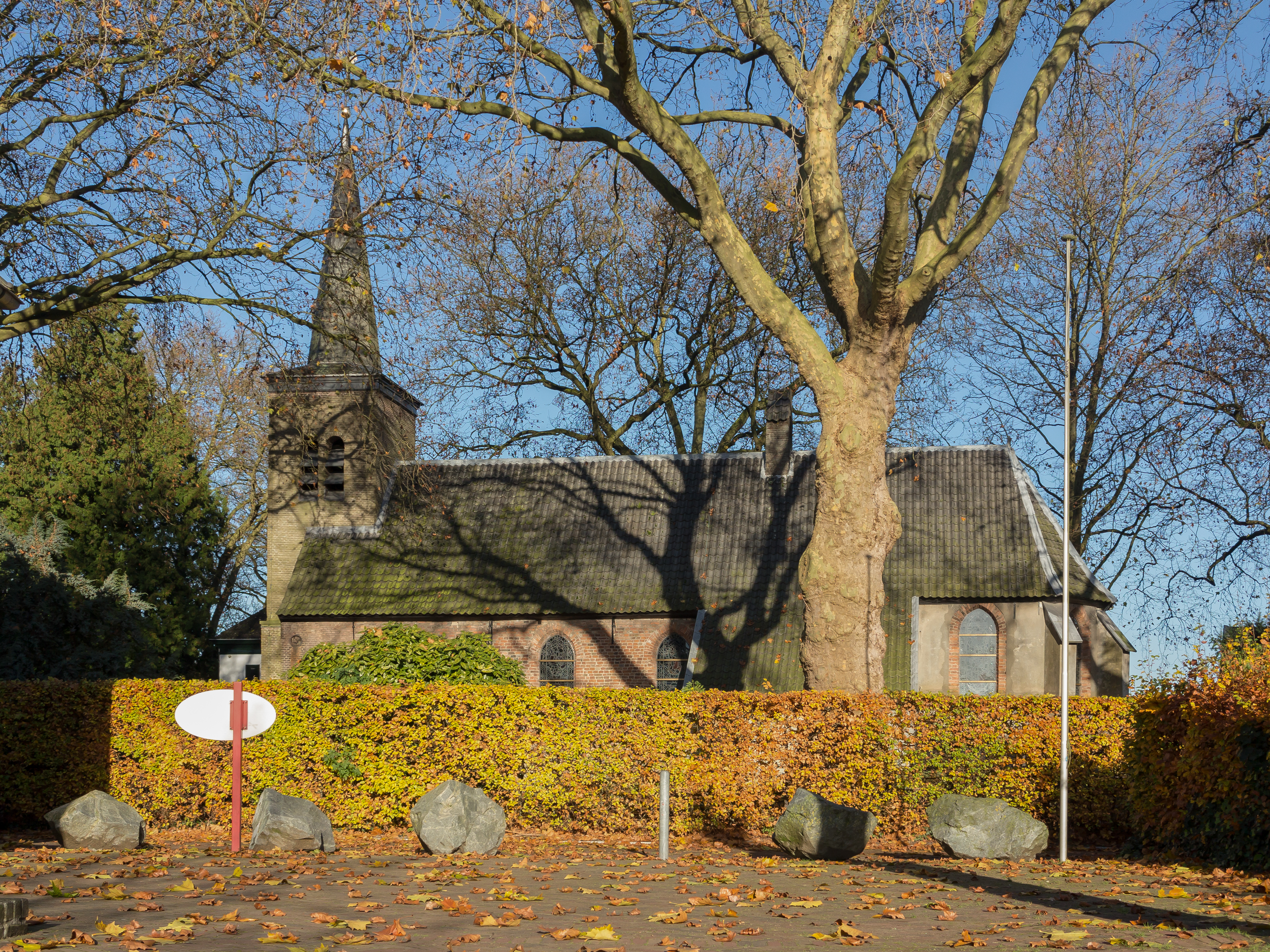
Hemmen, église protestante

Hemmen est un village situé dans la commune néerlandaise d'Overbetuwe, dans la province de Gueldre. Le 1er janvier 2008, le village comptait 191 habitants.
Le 1er juillet 1955, la commune de Hemmen a été rattachée à Valburg.

## Histoire

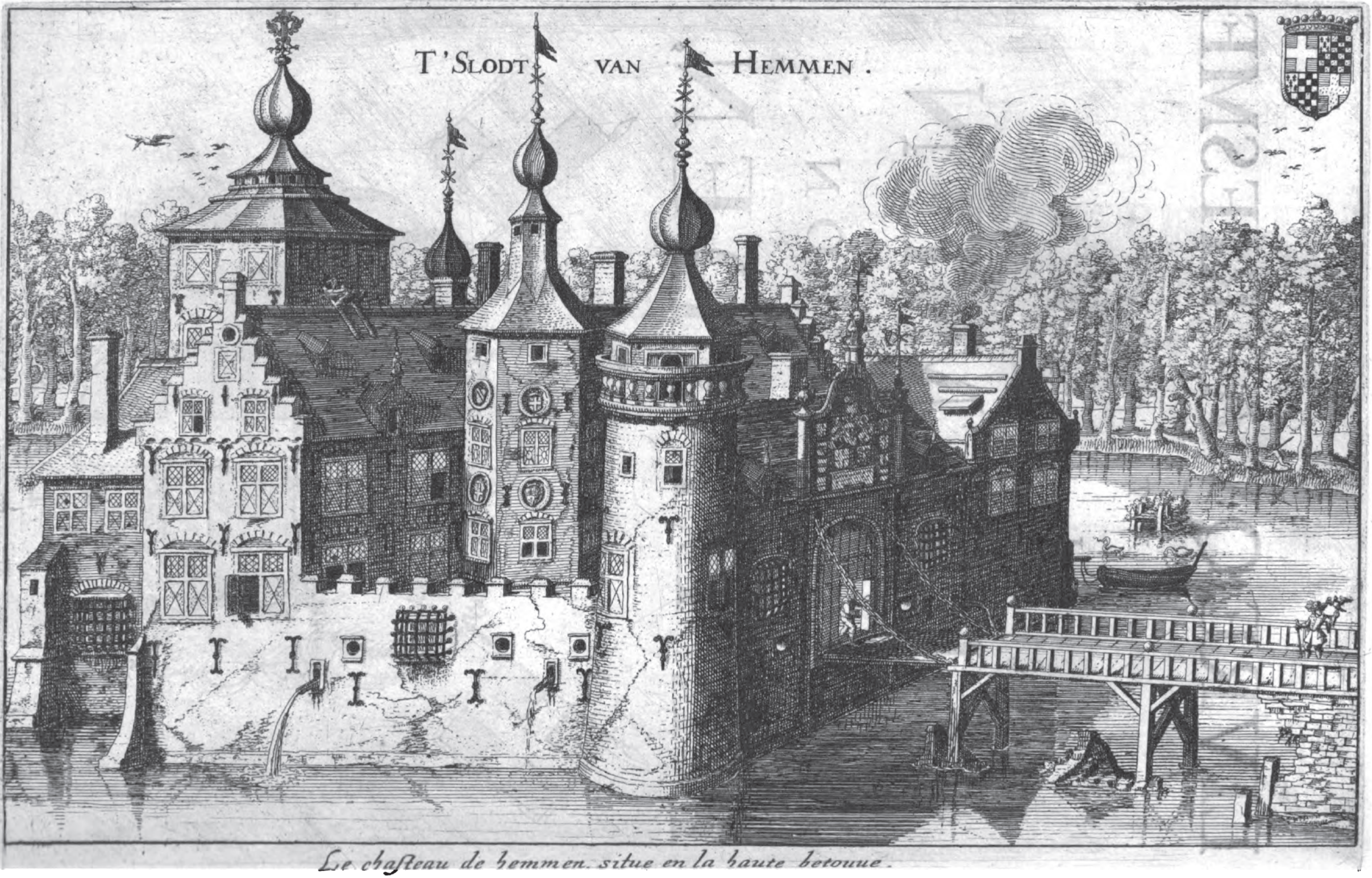
L'ancien château de Hemmen

Le village possédait auparavant un château, appartenant aux seigneurs de Lynden, dont seul le parc reste encore visible, l'ancien château d'Hemmen ayant été détruit pendant la Seconde Guerre mondiale.

## Transport
Hemmen possède une gare ferroviaire sur la ligne de chemin de fer reliant Elst à Dordrecht. Cette gare dessert également le village de Dodewaard.